# Darymna simplicipes
Darymna simplicipes är en stekelart som först beskrevs av Heinrich 1934.  Darymna simplicipes ingår i släktet Darymna och familjen brokparasitsteklar. Utöver nominatformen finns också underarten D. s. centralcelebensis.